# Cirueña
Cirueña és un municipi de la Rioja, a la regió de la Rioja Alta. Cap al sud es troben els conjunts monàstics de San Millán de la Cogolla i l'Abadia de Cañas. Connecta amb la carretera nacional N-120 entre Logronyo i Burgos per l'autonòmica LR-236.

## Història
Una de les primeres referències de Cirueña apareix en 1052, al fundar el Monestir de Santa María la Real de Nájera per Garcia IV Sanxes III de Navarra, al que va atorgar com béns la localitat de Cirueña i totes les seves pertinences. En el segle xiv va arribar a despoblar-se per repetits desaforaments dels seus veïns. Una exempció de tributs pel termini de 10 anys va permetre que els habitants de la mateixa tornessin a les seves cases en 1387. Va formar part de la província de Burgos fins que en 1833 es va crear la província de Logronyo.